# Barranc de Caborriu
El barranc de Caborriu és un barranc, afluent del de la Vall, just abans que aquest s'aboqui en el riu d'Abella. Pertany a la conca del Noguera Pallaresa, i discorre del tot dins del terme d'Abella de la Conca, a prop de Casa Toà i la Casa Sarró, al sud-oest de la Serra de Carreu, tot dins de la comarca del Pallars Jussà.

El Barranc de Caborriu, respecte del terme d'Abella de la Conca

Neix a la mateixa Serra de Carreu, en els seus contraforts meridionals: prop de Casa Montsor, a la collada que pren el nom d'aquesta masia. El primer tros emprèn la direcció sud-oest, però aviat forma un arc que de primer el decanta cap al sud i, al tram final, cap al sud-est. El barranc forma una vall bastant profunda, emmarcada pells contraforts de la Serra de Carreu, on hi ha Casa Toà, al nord-oest, la Costa del Meler, a llevant, i més endavant, passada la Borda del Miquelet i la casa dels Serrats, passa a llevant dels Serrats de la Font de Bufal.
Al final d'aquests serrats rep el barranc de Bufal per la dreta, a l'indret de la Font de Caborriu, i passa pel nord i ponent del Mas Palou, o de Santa Maria, on hi ha les restes de l'església de Santa Maria de Mas Palou. En aquell lloc s'aboca en el barranc de la Vall, a 888 m. d'altitud.
Segons Joan Coromines, l'origen de Caborrius es troba en el llati caput rivi que significa «cap de riu».